# Prva savezna liga Jugoslavije u nogometu 1986./87.
Prvenstvo Jugoslavije u nogometu za sezonu 1986./87. bilo je pedeset i osmo po redu najviše nogometno natjecanje u Jugoslaviji, četrdeset i prvo poslijeratno, koje je započelo 10. kolovoza 1986. i završilo 14. lipnja 1987.

Prvak je postao srbijanski klub, FK Partizan, koji je osvojio svoj jedanaesti naslov, drugi uzastopni.

Najbolji strijelac bio je Radmilo Mihajlović iz Željezničara iz Sarajeva s 23 gola.
Sezonu je obilježila afera o namještanju utakmica iz prethodne godine (1985./86.), kada je nogometni savez kaznio 12 momčadi koje su sezonu započeli s minus šest bodova. Nakon 34 odigrana kola prvak je postao Vardar, ali nakon što je ustavni sud donio presudu da se poništava odluka o oduzimanju bodova naslov je dodijeljen Partizanu.
Ukupan broj gledatelja bio je 2.712.628.

## Sustav natjecanja
Igralo se u dvije faze. Momčadi su međusobno igrale dvokružni ligaški sustav. Igrala se po jedna utakmica na domaćem i gostujućem terenu.  Prvakom je postala momčad koja je sakupila najviše bodova u skupini za prvaka (pobjeda = 2 boda, neodlučeni ishod = 1 bod, poraz = bez bodova).
Pravila koje su određivala poredak na ljestvici su bila: 1) broj osvojenih bodova, 2) gol-razlika, 3) veći broj postignutih golova, 4) baraž

## Formiranje lige
U obzir ulazi 16 najbolje plasiranih iz prethodne sezone, plus pobjednici dviju skupina Druge savezne lige 1985./86.
- Iz Prve savezne lige natjecali su se Crvena zvezda, Partizan, Velež Mostar, Hajduk Split, Rijeka, Željezničar, Dinamo Zagreb, Vardar Skoplje, Sarajevo, Osijek, Sutjeska Nikšić, Priština, Sloboda Tuzla, Budućnost, Dinamo Vinkovci i Čelik Zenica
- Iz Druge savezne lige: Spartak Subotica (pobjednik zapadne skupine) i Radnički Niš (pobjednik istočne skupine)

## Sudionici
| Slovenija | Hrvatska                                                 | Bosna i Hercegovina                                                | Srbija             | Srbija                                            | Srbija     | Crna Gora                      | Makedonija   |
| Slovenija | Hrvatska                                                 | Bosna i Hercegovina                                                | Vojvodina          | Središnja Srbija                                  | Kosovo     | Crna Gora                      | Makedonija   |
| --------- | -------------------------------------------------------- | ------------------------------------------------------------------ | ------------------ | ------------------------------------------------- | ---------- | ------------------------------ | ------------ |
| - nitko   | - Dinamo (V) - Dinamo (Z) - Hajduk (S) - Osijek - Rijeka | - Čelik (Z) - Sarajevo - Sloboda (T) - Velež (M) - Željezničar (S) | - Spartak Subotica | - Crvena zvezda (B) - Partizan (B) - Radnički Niš | - Priština | - Budućnost (T) - Sutjeska (N) | - Vardar (S) |

- FK Budućnost, Titograd
- FK Crvena zvezda, Beograd
- NK Čelik, Zenica
- NK Dinamo Vinkovci, Vinkovci
- NK Dinamo Zagreb, Zagreb
- NK Hajduk, Split
- NK Osijek, Osijek
- FK Partizan, Beograd
- FK Priština, Priština
- FK Radnički Niš, Niš
- NK Rijeka, Rijeka
- FK Sarajevo, Sarajevo
- FK Sloboda, Tuzla
- FK Spartak, Subotica
- FK Sutjeska, Nikšić
- FK Vardar, Skoplje
- FK Velež, Mostar
- FK Željezničar, Sarajevo

## Pregled sezone
Prijelazni rok obilježio je prelazak Milka Đurovskog iz Crvene zvezde u Partizan. Osim Đurovskog, Partizan je doveo i reprezentativce Fodilja Vokrija iz Prištine te Srečka Katanca iz Dinama. Crvena zvezda je iz zagrebačkog Dinama dovela Boru Cvetkovića i Milivoja Bracuna, a iz niškog Radnika Dragana Stojkovića, najvećeg talenta jugoslavenskog nogometa.
Novo prvenstvo s 12 klubova krenulo je s −6 bodova zbog skandala oko namještanja utakmica iz prošle sezone. Budući da je skupina klubova predvođenih Partizanom pokrenula sudski postupak za povrat bodova iz sezone 1985./86., nakon svakog kola u sportskom su tisku izlazile dvije tablice: ona s −6 bodova, kao i ona bez oduzimanja bodova.
Nogometaš Hajduka i jugoslavenski reprezentativac Ivan Gudelj bio je prisiljen prekinuti karijeru nakon što se onesvijestio u utakmici protiv Crvene zvezde, nakon čega je utvrđeno da boluje od hepatitisa.

## Ljestvica

### Ljestvica na kraju prvenstva
Nakon skandala oko navodnog namještanja rezultata na kraju prethodne sezone, klubovi su započeli sezonu s minus šest bodova. Na kraju prvenstva, 14. lipnja 1987. Vardar je osvojio prvenstvo, Sarajevo i Spartak su ispali, Partizan je ostvario plasman u Kupu UEFA s Veležom i Crvenom zvezdom, a Hajduk u Kupu pobjednika kupova.
| mj.     | klub             | ut. | pob. | ner. | por. | gol+ | gol- | gr  | bod     |
| ------- | ---------------- | --- | ---- | ---- | ---- | ---- | ---- | --- | ------- |
| 1.      | Vardar Skoplje   | 34  | 15   | 8    | 11   | 40   | 39   | +1  | 38      |
| 2.      | Partizan         | 34  | 16   | 11   | 7    | 58   | 29   | +29 | 37 (−6) |
| 3.      | Velež Mostar     | 34  | 19   | 4    | 11   | 65   | 46   | +19 | 36 (−6) |
| 4.      | Hajduk Split     | 34  | 14   | 8    | 12   | 41   | 41   | 0   | 36      |
| 5.      | Crvena zvezda    | 34  | 16   | 9    | 9    | 57   | 37   | +20 | 35 (−6) |
| 6.      | Osijek           | 34  | 15   | 4    | 15   | 40   | 44   | −4  | 34      |
| 7.      | Rijeka           | 34  | 14   | 10   | 10   | 44   | 42   | +2  | 32 (−6) |
| 8.      | Dinamo Zagreb    | 34  | 14   | 9    | 11   | 49   | 43   | +6  | 31 (−6) |
| 9.      | Budućnost        | 34  | 14   | 9    | 11   | 40   | 36   | +4  | 31 (−6) |
| 10.     | Priština         | 34  | 11   | 7    | 16   | 35   | 48   | −13 | 29      |
| 11.     | Željezničar      | 34  | 14   | 6    | 14   | 55   | 46   | +9  | 28 (−6) |
| 12.     | Sutjeska Nikšić  | 34  | 12   | 10   | 12   | 50   | 52   | −2  | 28 (−6) |
| 13.     | Sloboda Tuzla    | 34  | 9    | 10   | 15   | 38   | 44   | −6  | 28      |
| 14.     | Radnički Niš     | 34  | 9    | 10   | 15   | 29   | 39   | −10 | 28      |
| 15.     | Dinamo Vinkovci  | 34  | 10   | 8    | 16   | 29   | 51   | −22 | 28      |
| 16.     | Čelik Zenica     | 34  | 14   | 5    | 15   | 48   | 52   | −4  | 27 (−6) |
| 17.     | Sarajevo         | 34  | 12   | 9    | 13   | 39   | 49   | −10 | 27 (−6) |
| 18.     | Spartak Subotica | 34  | 5    | 9    | 20   | 30   | 49   | −19 | 19      |
|         |                  |     |      |      |      |      |      |     |         |
| Izvori: |                  |     |      |      |      |      |      |     |         |

|  | Vardar Skoplje plasirao se na Kup prvaka 1987./88.                                            |
|  | Partizan, Velež Mostar i Crvena zvezda plasirali su se na Kup UEFA 1987./88.                  |
|  | Hajduk Split osvaja Kup Jugoslavije i plasirao se na Europski kup pobjednika kupova 1987./88. |
|  | Sarajevo i Spartak Subotica ispali su u Drugu saveznu ligu                                    |

### Konačna ljestvica
Dana 29. srpnja 1987. Vrhovni sud u Beogradu poništio je sve kazne izrečene u prethodnoj sezoni: ovom presudom Partizanu je samo omogućeno da dobije oba izgubljena naslova, bez izmjene presuda u europskoj perspektivi. Presudom je omogućeno da se Sarajevo spasi na štetu vinkovačkog Dinama. Kvalifikacije za europske kupove nisu mijenjane.
| mj.     | klub             | ut. | pob. | ner. | por. | gol+ | gol- | gr  | bod |
| ------- | ---------------- | --- | ---- | ---- | ---- | ---- | ---- | --- | --- |
| 1.      | Partizan         | 34  | 16   | 11   | 7    | 58   | 29   | +29 | 43  |
| 2.      | Velež Mostar     | 34  | 19   | 4    | 11   | 65   | 46   | +19 | 42  |
| 3.      | Crvena zvezda    | 34  | 16   | 9    | 9    | 57   | 37   | +20 | 41  |
| 4.      | Rijeka           | 34  | 14   | 10   | 10   | 44   | 42   | +2  | 38  |
| 5.      | Vardar Skoplje   | 34  | 15   | 8    | 11   | 40   | 39   | +1  | 38  |
| 6.      | Dinamo Zagreb    | 34  | 14   | 9    | 11   | 49   | 43   | +6  | 37  |
| 7.      | Budućnost        | 34  | 14   | 9    | 11   | 40   | 36   | +4  | 37  |
| 8.      | Hajduk Split     | 34  | 14   | 8    | 12   | 41   | 41   | 0   | 36  |
| 9.      | Željezničar      | 34  | 14   | 6    | 14   | 55   | 46   | +9  | 34  |
| 10.     | Sutjeska Nikšić  | 34  | 12   | 10   | 12   | 50   | 52   | −2  | 34  |
| 11.     | Osijek           | 34  | 15   | 4    | 15   | 40   | 44   | −4  | 34  |
| 12.     | Čelik Zenica     | 34  | 14   | 5    | 15   | 48   | 52   | −4  | 33  |
| 13.     | Sarajevo         | 34  | 12   | 9    | 13   | 39   | 49   | −10 | 33  |
| 14.     | Priština         | 34  | 11   | 7    | 16   | 35   | 48   | −13 | 29  |
| 15.     | Sloboda Tuzla    | 34  | 9    | 10   | 15   | 38   | 44   | −6  | 28  |
| 16.     | Radnički Niš     | 34  | 9    | 10   | 15   | 29   | 39   | −10 | 28  |
| 17.     | Dinamo Vinkovci  | 34  | 10   | 8    | 16   | 29   | 51   | −22 | 28  |
| 18.     | Spartak Subotica | 34  | 5    | 9    | 20   | 30   | 49   | −19 | 19  |
|         |                  |     |      |      |      |      |      |     |     |
| Izvori: |                  |     |      |      |      |      |      |     |     |

## Rezultati
| 1986./87. | 1986./87.        | PAR | VEL | C.Z | RIJ | VAR | D.Z | BUD | HAJ | ŽEL | SUT | OSI | ČEL | SAR | PRI | SLO | R.N | D.V | SPA |
| 1.        | Partizan         |     | 3:0 | 2:0 | 1:1 | 2:2 | 1:2 | 1:1 | 4:1 | 0:1 | 2:0 | 2:0 | 2:1 | 1:0 | 5:1 | 3:0 | 3:1 | 5:0 | 2:0 |
| 2.        | Velež Mostar     | 1:1 |     | 1:0 | 4:2 | 2:0 | 3:2 | 4:0 | 0:1 | 4:2 | 3:1 | 3:1 | 1:0 | 2:0 | 3:1 | 4:3 | 2:1 | 5:0 | 2:1 |
| 3.        | Crvena zvezda    | 3:1 | 2:2 |     | 3:1 | 1:0 | 5:2 | 1:2 | 2:1 | 6:1 | 2:1 | 4:1 | 0:1 | 2:3 | 0:0 | 2:1 | 1:1 | 3:0 | 3:1 |
| 4.        | Rijeka           | 0:3 | 3:1 | 2:1 |     | 3:1 | 3:0 | 2:2 | 2:2 | 2:1 | 1:0 | 2:1 | 0:0 | 5:2 | 1:0 | 2:0 | 1:0 | 2:1 | 2:1 |
| 5.        | Vardar Skoplje   | 0:0 | 0:3 | 1:0 | 2:0 |     | 2:0 | 0:0 | 1:0 | 2:1 | 4:2 | 1:0 | 2:0 | 3:2 | 2:0 | 1:0 | 2:0 | 2:0 | 2:1 |
| 6.        | Dinamo Zagreb    | 2:1 | 2:0 | 1:2 | 1:0 | 4:1 |     | 1:0 | 3:3 | 2:1 | 2:2 | 2:1 | 2:0 | 4:0 | 1:1 | 0:0 | 1:0 | 2:1 | 1:1 |
| 7.        | Budućnost        | 1:1 | 2:0 | 0:2 | 2:0 | 3:0 | 2:1 |     | 0:0 | 2:0 | 1:1 | 1:0 | 2:1 | 1:1 | 2:1 | 2:1 | 2:0 | 2:1 | 1:2 |
| 8.        | Hajduk Split     | 2:1 | 1:1 | 1:1 | 2:0 | 0:0 | 0:4 | 1:2 |     | 1:0 | 2:1 | 2:0 | 2:0 | 1:2 | 1:0 | 0:1 | 3:2 | 2:0 | 2:1 |
| 9.        | Željezničar      | 3:1 | 2:0 | 0:1 | 1:1 | 3:0 | 1:0 | 1:0 | 0:1 |     | 3:1 | 3:1 | 3:0 | 4:1 | 4:1 | 3:0 | 1:1 | 2:0 | 2:2 |
| 10.       | Sutjeska Nikšić  | 0:0 | 0:2 | 1:1 | 0:0 | 2:2 | 2:1 | 2:0 | 3:2 | 2:1 |     | 2:1 | 1:1 | 3:0 | 2:1 | 5:1 | 5:0 | 2:0 | 2:0 |
| 11.       | Osijek           | 2:0 | 4:2 | 2:1 | 1:0 | 1:0 | 1:0 | 2:1 | 0:2 | 3:2 | 1:2 |     | 3:2 | 2:1 | 1:1 | 3:0 | 0:0 | 2:3 | 1:0 |
| 12.       | Čelik Zenica     | 1:1 | 2:5 | 1:2 | 2:2 | 3:1 | 4:2 | 1:3 | 3:1 | 2:1 | 3:1 | 2:0 |     | 2:0 | 2:1 | 1:0 | 2:0 | 3:0 | 3:2 |
| 13.       | Sarajevo         | 1:1 | 1:1 | 2:1 | 0:0 | 1:0 | 1:1 | 2:1 | 2:2 | 1:1 | 2:1 | 0:1 | 0:1 |     | 4:0 | 1:0 | 2:1 | 1:0 | 3:1 |
| 14.       | Priština         | 0:0 | 1:0 | 0:1 | 3:1 | 1:3 | 2:0 | 1:0 | 1:1 | 4:4 | 3:0 | 2:1 | 3:2 | 0:1 |     | 2:0 | 1:0 | 0:1 | 1:0 |
| 15.       | Sloboda Tuzla    | 1:3 | 2:1 | 2:2 | 0:0 | 1:1 | 1:1 | 1:0 | 1:0 | 0:0 | 7:0 | 0:1 | 5:0 | 2:2 | 0:0 |     | 1:0 | 3:0 | 2:0 |
| 16.       | Radnički Niš     | 0:1 | 2:0 | 1:1 | 3:1 | 0:0 | 0:0 | 1:1 | 2:0 | 1:0 | 1:1 | 0:0 | 1:0 | 2:0 | 3:0 | 1:1 |     | 1:0 | 1:0 |
| 17.       | Dinamo Vinkovci  | 0:3 | 2:1 | 0:0 | 1:1 | 2:1 | 0:0 | 1:1 | 1:0 | 2:3 | 1:1 | 0:0 | 1:1 | 2:0 | 1:0 | 2:0 | 4:1 |     | 2:1 |
| 18.       | Spartak Subotica | 1:1 | 1:2 | 1:1 | 0:1 | 1:1 | 1:2 | 2:0 | 0:1 | 1:0 | 1:1 | 1:2 | 2:1 | 0:0 | 1:2 | 1:1 | 2:1 | 0:0 |     |

| 1. kolo 10. 8. 1986. Partizan – Spartak 2:0 (1:0) Budućnost – Dinamo (V) 2:1 (1:1) Sloboda – Sarajevo 2:2 (1:1) Čelik – Velež 2:5 (2:3) Rijeka – Hajduk 2:2 (2:1) Dinamo (Z) – Radnički 1:0 (0:0) Željezničar – Vardar 3:0 (1:0) Osijek – Sutjeska 1:2 (1:0) Priština – Crvena zvezda 0:1 (0:1) 2. kolo 17. 8. 1986. Spartak – Crvena zvezda 1:1 (0:1) Sutjeska – Priština 2:1 (2:0) Vardar – Osijek 1:0 (1:0) Radnički – Željezničar 1:0 (1:0) Hajduk – Dinamo (Z) 0:4 (0:1) Velež – Rijeka 4:2 (2:2) Sarajevo – Čelik 0:1 (0:0) Dinamo (V) – Sloboda 2:0 (1:0) Partizan – Budućnost 1:1 (1:0) 3. kolo 24. 8. 1986. Budućnost – Spartak 1:2 (1:2) Sloboda – Partizan 1:3 (0:1) Čelik – Dinamo (V) 3:0 (1:0) Rijeka – Sarajevo 5:2 (2:2) Dinamo (Z) – Velež 2:0 (1:0) Željezničar – Hajduk 0:1 (0:0) Osijek – Radnički 0:0 Priština – Vardar 1:3 (0:2) Crvena zvezda – Sutjeska 2:1 (1:1) 4. kolo 31. 8. 1986. Spartak – Sutjeska 1:1 (1:0) Vardar – Crvena zvezda 1:0 (0:0) Radnički – Priština 3:0 (0:0) Hajduk – Osijek 2:0 (1:0) Velež – Željezničar 4:2 (3:0) Sarajevo – Dinamo (Z) 1:1 (0:1) Dinamo (V) – Rijeka 1:1 (0:1) Partizan – Čelik 2:1 (1:0) Budućnost – Sloboda 2:1 (0:0) 5. kolo 7. 9. 1986. Sloboda – Spartak 2:0 (1:0) Čelik – Budućnost 1:3 (1:1) Rijeka – Partizan 0:3 (0:1) Dinamo (Z) – Dinamo (V) 2:1 (1:1) Željezničar – Sarajevo 4:1 (0:1) Osijek – Velež 4:2 (2:1) Priština – Hajduk 1:1 (0:0) Crvena zvezda – Radnički 1:1 (1:1) Sutjeska – Vardar 2:2 (1:0) 6. kolo 14. 9. 1986. Spartak – Vardar 1:1 (0:1) Radnički – Sutjeska 1:1 (1:0) Hajduk – Crvena zvezda 1:1 (1:0) Velež – Priština 3:1 (0:1) Sarajevo – Osijek 0:1 (0:0) Dinamo (V) – Željezničar 2:3 (1:1) Partizan – Dinamo (Z) 1:2 (0:1) Budućnost – Rijeka 2:0 (1:0) Sloboda – Čelik 5:0 (2:0) 7. kolo 21. 9. 1986. Čelik – Spartak 3:2 (2:2) Rijeka – Sloboda 2:0 (1:0) Dinamo (Z) – Budućnost 1:0 (1:0) Željezničar – Partizan 3:1 (0:1) Osijek – Dinamo (V) 2:3 (0:1) Priština – Sarajevo 0:1 (0:0) Crvena zvezda – Velež 2:2 (0:2) Sutjeska – Hajduk 3:2 (1:2) Vardar – Radnički 2:0 (1:0) 8. kolo 28. 9. 1986. Spartak – Radnički 2:1 (0:0) Hajduk – Vardar 0:0 Velež – Sutjeska 3:1 (1:1) Sarajevo – Crvena zvezda 2:1 (0:0) Dinamo (V) – Priština 1:0 (0:0) Partizan – Osijek 2:0 (0:0) Budućnost – Željezničar 2:0 (1:0) Sloboda – Dinamo (Z) 1:1 (0:0) Čelik – Rijeka 2:2 (0:1) 9. kolo 5. 10. 1986. Rijeka – Spartak 2:1 (2:1) Dinamo (Z) – Čelik 2:0 (1:0) Željezničar – Sloboda 3:0 (1:0) Osijek – Budućnost 2:1 (2:0) Priština – Partizan 0:0 Crvena zvezda – Dinamo (V) 3:0 (0:0) Sutjeska – Sarajevo 3:0 (1:0) Vardar – Velež 0:3 (0:1) Radnički – Hajduk 2:0 (2:0) 10. kolo 12. 10. 1986. Spartak – Hajduk 0:1 (0:0) Velež – Radnički 2:1 (2:1) Sarajevo – Vardar 1:0 (1:0) Dinamo (V) – Sutjeska 1:1 (1:0) Partizan – Crvena zvezda 2:0 (0:0) Budućnost – Priština 2:1 (1:0) Sloboda – Osijek 0:1 (0:0) Čelik – Željezničar 2:1 (0:0) Rijeka – Dinamo (Z) 3:0 (1:0) 11. kolo 19. 10. 1986. Dinamo (Z) – Spartak 1:1 (1:1) Željezničar – Rijeka 1:1 (0:0) Osijek – Čelik 3:2 (1:0) Priština – Sloboda 2:0 (0:0) Crvena zvezda – Budućnost 1:2 (1:1) Sutjeska – Partizan 0:0 Vardar – Dinamo (V) 2:0 (2:0) Radnički – Sarajevo 2:0 (1:0) Hajduk – Velež 1:1 (1:0) 12. kolo 2. 11. 1986. Spartak – Velež 1:2 (0. 1) Sarajevo – Hajduk 2:2 (1:1) Dinamo (V) – Radnički 4:1 (1:0) Partizan – Vardar 2:2 (0:2) Budućnost – Sutjeska 1:1 (1:1) Sloboda – Crvena zvezda 2:2 (1:1) Čelik – Priština 2:1 (1. 1) Rijeka – Osijek 2:1 (1:0) Dinamo (Z) – Željezničar 2:1 (2:0) 13. kolo 16. 11. 1986. Osijek – Dinamo (Z) 1:0 (0:0) Priština – Rijeka 3:1 (1:1) Crvena zvezda – Čelik 0:1 (0:0) Sutjeska – Sloboda 5:1 (2:0) Vardar – Budućnost 0:0 Radnički – Partizan 0:1 (0:0) Hajduk – Dinamo (V) 2:0 (2:0) Velež – Sarajevo 2:0 (2:0) 26. 11. 1986. Željezničar – Spartak 2:2 (1:1) 14. kolo 23. 11. 1986. Spartak – Sarajevo 0:0 Dinamo (V) – Velež 2:1 (1:0) Partizan – Hajduk 4:1 (1:0) Budućnost – Radnički 2:0 (1:0) Sloboda – Vardar 1:1 (0:0) Čelik – Sutjeska 3:1 (1:0) Rijeka – Crvena zvezda 2:1 (1:1) Dinamo (Z) – Priština 1:1 (1:1) Željezničar – Osijek 3:1 (1:1) 15. kolo 30. 11. 1986. Osijek – Spartak 1:0 (1:0) Priština – Željezničar 4:4 (3:3) Crvena zvezda – Dinamo (Z) 5:2 (2:2) Sutjeska – Rijeka 0:0 Vardar – Čelik 2:0 (2:0) Radnički – Sloboda 1:1 (0:0) Hajduk – Budućnost 1:2 (0:0) Velež – Partizan 1:1 (1:0) Sarajevo – Dinamo (V) 1:0 (1:0) 16. kolo 7. 12. 1986. Spartak – Dinamo (V) 0:0 Partizan – Sarajevo 1:0 (1:0) Budućnost – Velež 2:0 (1:0) Sloboda – Hajduk 1:0 (1:0) Čelik – Radnički 2:0 (0. ) Rijeka – Vardar 3:1 (2:1) Dinamo (Z) – Sutjeska 2:2 (2:1) Željezničar – Crvena zvezda 0:1 (0:0) Osijek – Priština 1:1 (1:1) 17. kolo 14. 12. 1986. Priština – Spartak 1:0 (1:0) Crvena zvezda – Osijek 4:1 (1:0) Sutjeska – Željezničar 2:1 (1:0) Vardar – Dinamo (Z) 2:0 (1:0) Radnički – Rijeka 3:1 (1:1) Hajduk – Čelik 2:0 (2:0) Velež – Sloboda 4:3 (1:2) Sarajevo – Budućnost 2:1 (0:0) Dinamo (V) – Partizan 0:3 (0:0) | 18. kolo 22. 2. 1987. Spartak – Partizan 1:1 (0:0) Dinamo (V) – Budućnost 1:1 (0:1) Sarajevo – Sloboda 1:0 (1:0) Velež – Čelik 1:0 (0:0) Hajduk – Rijeka 2:0 (2:0) Radnički – Dinamo (Z) 0:0 Vardar – Željezničar 2:1 (1:1) Sutjeska – Osijek 2:1 (1:0) Crvena zvezda – Priština 0:0 19. kolo 1. 3. 1997. Crvena zvezda – Spartak 3:1 (2:0) Priština – Sutjeska 3:0 (2:0) Osijek – Vardar 1:0 (0:0) Željezničar – Radnički 1:1 (1:0) Dinamo (Z) – Hajduk 3:3 (1:3) Rijeka – Velež 3:1 (3:0) Čelik – Sarajevo 2:0 (1:0) Sloboda – Dinamo (V) 3:0 (0:0) Budućnost – Partizan 1:1 (1:0) 20. kolo 8. 3. 1997. Spartak – Budućnost 2:0 (1:0) Partizan – Sloboda 3:0 (2:0) Dinamo (V) – Čelik 1:1 (1:0) Sarajevo – Rijeka 0:0 Velež – Dinamo (Z) 3:2 (1:0) Hajduk – Željezničar 1:0 (0:0) Radnički – Osijek 0:0 Vardar – Priština 2:0 (1:0) 13. 5. 1987. Sutjeska – Crvena zvezda 1:1 (1:1) 21. kolo 15. 3. 1987. Sutjeska – Spartak 2:0 (1:0) Crvena zvezda – Vardar 1:0 (1:0) Priština – Radnički 1:0 (1:0) Osijek – Hajduk 0:2 (0:0) Željezničar – Velež 2:0 (2:0) Dinamo (Z) – Sarajevo 4:0 (2:0) Rijeka – Dinamo (V) 2:1 (0:0) Čelik – Partizan 1:1 (1:0) Sloboda – Budućnost 1:0 (1:0) 22. kolo 22. 3. 1987. Spartak – Sloboda 1:1 (0:1) Budućnost – Čelik 2:1 (2:1) Partizan – Rijeka 1:1 (1:0) Dinamo (V) – Dinamo (Z) 0:0 Sarajevo – Željezničar 1:1 (0:1) Velež – Osijek 3:1 (2:0) Hajduk – Priština 1:0 (0:0) Radnički – Crvena zvezda 1:1 (0:0) Vardar – Sutjeska 4:2 (3:1) 23. kolo 29. 3. 1987. Vardar – Spartak 2:1 (2:1) Sutjeska – Radnički 5:0 (2:0) Crvena zvezda – Hajduk 2:1 (0:0) Priština – Velež 1:0 (1:0) Osijek – Sarajevo 2:1 (0:0) Željezničar – Dinamo (V) 2:0 (1:0) Dinamo (Z) – Partizan 2:1 (1:1) Rijeka – Budućnost 2:2 (1:1) Čelik – Sloboda 1:0 (0:0) 24. kolo 5. 4. 1987. Spartak – Čelik 2:1 (0:1) Sloboda – Rijeka 0:0 Budućnost – Dinamo (Z) 2:1 (1:0) Partizan – Željezničar 0:1 (0:1) Dinamo (V) – Osijek 0:0 Sarajevo – Priština 4:0 (3. ) Velež – Crvena zvezda 1:0 (1:0) Hajduk – Sutjeska 2:1 (1:1) Radnički – Vardar 0:0 25. kolo 12. 4. 1987. Radnički – Spartak 1:0 (0:0) Vardar – Hajduk 1:0 (0:0) Sutjeska – Velež 0:2 (0:0) Crvena zvezda – Sarajevo 2:3 (2:0) Priština – Dinamo (V) 0:1 (0:0) Osijek – Partizan 2:0 (2:0) Željezničar – Budućnost 1:0 (1:0) Dinamo (Z) – Sloboda 0:0 Rijeka – Čelik 0:0 26. kolo 15. 4. 1987. Spartak – Rijeka 0:1 (0:0) Čelik – Dinamo (Z) 4:2 (1:2) Sloboda – Željezničar 0:0 Budućnost – Osijek 1:0 (1:0) Partizan – Priština 5:1 (3:0) Dinamo (V) – Crvena zvezda 0:0 Sarajevo – Sutjeska 2:1 (0:0) Velež – Vardar 2:0 (1:0) Hajduk – Radnički 3:2 (2:0) 27. kolo 19. 4. 1987. Hajduk – Spartak 2:1 (2:0) Radnički – Velež 2:0 (0:0) Vardar – Sarajevo 3:2 (0:2) Sutjeska – Dinamo (V) 2:0 (0:0) Crvena zvezda – Partizan 3:1 (3:0) Priština – Budućnost 1:0 (1:0) Osijek – Sloboda 3:0 (2:0) Željezničar – Čelik 3:0 (2:0) Dinamo (Z) – Rijeka 1:0 (1:0) 28. kolo 3. 5. 1987. Spartak – Dinamo (Z) 1:2 (1:0) Rijeka – Željezničar 2:1 (1:0) Čelik – Osijek 2:0 (0:0) Sloboda – Priština 0:0 Budućnost – Crvena zvezda 0:2 (0:1) Partizan – Sutjeska 2:0 (0:0) Dinamo (V) – Vardar 2:1 (2:0) Sarajevo – Radnički 2:1 (0:0) Velež – Hajduk 0:1 (0:0) 29. kolo 10. 5. 1987. Velež – Spartak 2:1 (1:0) Radnički – Dinamo (V) 1:0 (1:0) Vardar – Partizan 0:0 Sutjeska – Budućnost 2:0 (2:0) Crvena zvezda – Sloboda 2:1 (1:0) Priština – Čelik 3:2 (3:1) Željezničar – Dinamo (Z) 1:0 (1:0) 13. 5. 1987. Hajduk - Sarajevo 1:2 (0:1) Osijek - Rijeka 1:0 (0:0) 30. kolo 17. 5. 1987. Spartak – Željezničar 1:0 (1:0) Dinamo (Z) – Osijek 2:1 (1:1) Rijeka – Priština 1:0 (0:0) Čelik – Crvena zvezda 1:2 (0:1) Sloboda – Sutjeska 7:0 (3:0) Budućnost – Vardar 3:0 (1:0) Partizan – Radnički 3:1 (2:0) Dinamo (V) – Hajduk 1:0 (0:0) Sarajevo – Velež 1:1 (0:0) 31. kolo 24. 5. 1987. Sarajevo – Spartak 3:1 (2:1) Velež – Dinamo (V) 5:0 (2:0) Hajduk – Partizan 2:1 (0:0) Radnički – Budućnost 1:1 (1:1) Vardar – Sloboda 1:0 (1:0) Sutjeska – Čelik 1:1 (1:0) Crvena zvezda – Rijeka 3:1 (1:0) Priština – Dinamo (Z) 2:0 (1:0) Osijek – Željezničar 3.2 (1:1) 32. kolo 31. 5. 1987. Spartak – Osijek 1:2 (0:1) Željezničar – Priština 4:1 (1:1) Dinamo (Z) – Crvena zvezda 1:2 (1:1) Rijeka – Sutjeska 1:0 (0:0) Čelik – Vardar 3:1 (2:1) Sloboda – Radnički 1:0 (1:0) Budućnost – Hajduk 0:0 Partizan – Velež 3:0 (1:0) Dinamo (V) – Sarajevo 2:0 (1:0) 33. kolo 7. 6. 1987. Dinamo (V) – Spartak 2:1 (0:0) Sarajevo – Partizan 1:1 (0:1) Velež – Budućnost 4:0 (0:0) Hajduk – Sloboda 0:1 (0:0) Radnički – Čelik 1:0 (0:0) Vardar – Rijeka 2:0 (1:0) Sutjeska – Dinamo (Z) 2:1 (1:0) Crvena zvezda – Željezničar 6:1 (2:0) Priština – Osijek 2:1 (2:0) 34. kolo 14. 6. 1987. Spartak – Priština 1:2 (1:2) Osijek – Crvena zvezda 2:1 (2:1) Željezničar – Sutjeska 3:1 (2:0) Dinamo (Z) – Vardar 4:1 (2:1) Rijeka – Radnički 1:0 (0:0) Čelik – Hajduk 3:1 (3:1) Sloboda – Velež 2:1 (1:1) Budućnost – Sarajevo 1:1 (0:1) Partizan – Dinamo (V) 5:0 (3:0) |

## Prvaci
| Ekipa             | Igrači | Trener          |
| ----------------- | --- | --------------- |
| FK Partizan       | Fahrudin Omerović 34/0, Goran Stevanović 32/4, Milko Đurovski 31/19, Admir Smajić 31/3, Srečko Katanec 30/3, Vladimir Vermezović 29/1, Nebojša Vučićević 28/7, Fadilj Vokri 28/5, Miodrag Bajović 27/2, Miloš Đelmaš 26/7, Bajro Župić 26/0, Vlado Čapljić 24/1, Goran Bogdanović 19/1, Isa Sadriu 18/0, Aleksandar Đorđević 17/2, Milinko Pantić 15/3, Slađan Šćepović 7/0, Ljubomir Radanović 5/0, Darko Milanič 4/0, Miodrag Radović 4/0, Darko Belojević (0/0) | Nenad Bjeković  |
| FK Vardar Skoplje | Toni Savevski 33/1, Darko Pančev 32/18, Čedomir Janevski 31/5, Mirko Petrov 30/6, Ilija Najdoski 30, Vujadin Stanojković 29, Vencislav Simonovski 29, Dragi Kanatlarovski 28, Jovče Džipunov 27/2, Nikola Avramovski 24, Ljupče Lazarov 22, Boban Babunski 19, Zoran Trajčevski 13/1, Momčilo Grošev 12, Blagoja Todorovski 12, Goran Stojanović 11, Slobodan Goračinov 10/2, Toni Anastasovski 8, Goce Dimovski 7, Nikolčo Filipov 5, Vasil Ringov 4/1, Ljupčo Markovski 3, Tomče Trajanovski 3, Ajro Subi 3, Jovko Bizimoski 2, Milko Simovski 1, Zoran Boškovski 1 | Andon Dončevski |

## Statistika

### Ljestvica strijelaca
| Pl. | Ime                | Klub           | Pogodaka |
| --- | ------------------ | -------------- | -------- |
| 1.  | Radmilo Mihajlović | Željezničar    | 23       |
| 2.  | Janko Janković     | Rijeka         | 20       |
| 3.  | Milko Đurovski     | Partizan       | 19       |
| 4.  | Darko Pančev       | Vardar Skoplje | 18       |
| 5.  | Dragan Stojković   | Crvena zvezda  | 17       |
| 6.  | Predrag Jurić      | Velež Mostar   | 16       |
| 7.  | Dragan Jakovljević | Sarajevo       | 15       |
| 8.  | Boro Cvetković     | Crvena zvezda  | 13       |

## Poveznice
- Druga savezna liga 1986./87.
- Treći rang prvenstva Jugoslavije 1986./87.
- Kup maršala Tita 1986./87.

## Vanjske poveznice
- rsssf.org
- www.historical-lineups.com
  - Godišnjak
  - Klubovi
- Eu-football.info